# Litteraturåret 1965

## Händelser
- Nebulapriset delas ut för första gången
- Litteraturfrämjandet  / Boklotteriet  instiftar Carl Emil Englund-priset

## Priser och utmärkelser
- Nobelpriset – Michail Sjolochov, Sovjet[1]
- ABF:s litteratur- & konststipendium – Peter Weiss
- Aftonbladets litteraturpris – Sven Delblanc
- Bellmanpriset – Sven Alfons
- BMF-plaketten – P.C. Jersild för Calvinols resa
- Carl Emil Englund-priset – Lars Forssell för Röster
- De Nios Stora Pris – Willy Kyrklund
- Doblougska priset – Fritiof Nilsson Piraten, Sverige och Johan Borgen, Norge
- Eckersteinska litteraturpriset – Gunnar Möllerstedt
- Elsa Thulins översättarpris – Nils Åke Nilsson
- Landsbygdens författarstipendium – Claes Engström och Sigvard Karlsson
- Letterstedtska priset för översättningar – Eyvind Johnson för översättningar av Sartre
- Litteraturfrämjandets stora pris – Tora Dahl
- Litteraturfrämjandets stora romanpris – Sven Rosendahl
- Nordiska rådets litteraturpris – William Heinesen, Färöarna för romanen Det gode Håb (Det goda hoppet) och Olof Lagercrantz, Sverige för fackboken Från helvetet till paradiset
- Schückska priset – Ivar Harrie
- Signe Ekblad-Eldhs pris – Per Olof Sundman
- Svenska Akademiens tolkningspris – Nelly Sachs
- Svenska Akademiens översättarpris – Peter Hallberg
- Svenska Dagbladets litteraturpris – Per Wahlöö för Generalerna
- Sveriges Radios Lyrikpris – Majken Johansson
- Tidningen Vi:s litteraturpris – Stig Carlson, Sandro Key-Åberg
- Östersunds-Postens litteraturpris – Per Olof Sundman
- Övralidspriset – Carl Fries

## Nya böcker

### A – G
- Der zweite Tag av Nicolas Born
- Bertrams hotell av Agatha Christie
- Budkavlen går av Martin Perne
- Calvinols resa genom världen av P.C. Jersild
- Chinese Journey av Jan Myrdal
- Dīwān över Fursten av Emgión av Gunnar Ekelöf
- Drakens gränd av Erik Asklund
- Enhörningarna av Arne Sand
- Fanny Hill av John Cleland
- The Genocides av Thomas M. Disch
- Gropen i skogen av Åke Wassing
- Gubbdrunkning av Bengt Emil Johnson[2]
- Gud bevare Mr Rosewater av Kurt Vonnegut

### H – N
- Homunculus av Sven Delblanc
- Höjdförlust av Elsa Grave
- ingrepp-modeller av Göran Sonnevi
- Inspelningen av Bosse Gustafson
- Juvenilia av Lars Gyllensten
- Kosmos av Witold Gombrowicz
- Lilla spöket Laban av Inger Sandberg & Lasse Sandberg[2]
- Mannen med den gyllene pistolen av Ian Fleming
- Mattias sommar av Barbro Lindgren (debut)
- Monopol och storfinans - de 15 familjerna av C.-H. Hermansson
- Noveller av Jan Fridegård

### O – U
- O-scenprator av Sandro Key-Åberg
- Om förtröstan av Göran Tunström
- Pappan och havet av Tove Jansson
- Plåtsax, hjärtats instrument av Torgny Lindgren
- Roseanna av Maj Sjöwall och Per Wahlöö[2]
- Söndagsmorgon av Jan Myrdal
- Tjocka släkten av Per Gunnar Evander

### V – Ö
- Vår i Bullerbyn av Astrid Lindgren[3]
- Vänsterns väg av C.-H. Hermansson

## Födda
- 13 januari – Åsa Maria Kraft, svensk författare.
- 21 januari – Robert del Naja, brittisk musiker och författare.
- 26 januari – Per Planhammar, svensk författare, översättare och litteraturkritiker.
- 6 februari – Åsa Lundegård, svensk författare.
- 28 februari – Colum McCann, irländsk författare.
- 6 mars – Karin Bellman, svensk författare.
- 13 mars – Ulf Karl Olov Nilsson, svensk författare, psykoanalytiker och översättare.
- 18 mars – Maja Lundgren, svensk författare och kulturskribent.
- 13 april – Petter Lindgren, svensk författare.
- 26 april – Therése Söderlind, svensk författare.
- 8 juni – Karin Alvtegen, svensk författare, manusförfattare och attributör.
- 6 juli – Henrik Hovland, norsk författare och journalist
- 15 juli – Mats Söderlund, svensk författare.
- 17 juli – Malin Lindroth, svensk författare och kulturskribent.
- 31 juli – J.K. Rowling, brittisk författare, har skrivit böckerna om Harry Potter.
- 19 september – Sara Kadefors, svensk författare, journalist, manusförfattare och programledare.
- 29 september – Petra Östergren, svensk författare och debattör.
- 7 oktober – Dr. Gunni, isländsk musiker, poet och journalist.
- 9 december – Madeleine Westin-Bergh, svensk meteorolog, TV-programledare och författare.
- 25 december – Kajsa Ingemarsson, svensk författare och skådespelare.

## Avlidna
- 4 januari – T.S. Eliot, 76, amerikansk författare, nobelpristagare 1948.
- 24 januari – Winston Churchill, 90, brittisk politiker och författare, nobelpristagare i litteratur 1953.
- 17 mars – Nancy Cunard, 69, brittisk poet och förläggare.
- 21 mars – Oscar Rydqvist, 71, svensk journalist, författare, dramatiker, manusförfattare och regissör.
- 8 april – Erik Blomberg, 70, svensk författare, kulturkritiker, översättare och konsthistoriker.
- 27 augusti – Charles-Édouard Jeanneret, 77, fransk-schweizisk arkitekt, konstnär och författare.
- 28 augusti – Anna Greta Wide, 44, svensk poet.
- 16 december – William Somerset Maugham, 91, brittisk författare.

### Fotnoter
1. ↑  ”Nobelpriset i litteratur”. https://www.nobelprize.org/prizes/lists/all-nobel-prizes-in-literature/. Läst 20 mars 2011.
2. 1 2 3  Gradvall, Nordström, Nordström, Rabe, Jan, Björn, Ulf, Anina. Tusen svenska klassiker. Norstedts Förlagsgrup. Läst 12
3. ↑  ”Astrid Lindgren”. http://www.astridlindgren.se/verken/bocker/bilderbocker. Läst 21 mars 2011.